# Nous de majesté
Le nous de majesté, nous majestatif ou pluriel de majesté (pluralis majestatis) est l'usage, répandu dans de nombreuses langues, d'un pronom personnel pluriel par un souverain ou une personnalité religieuse de façon à s'auto-désigner. En français, le plus souvent, c'est le pronom « nous » qui est utilisé dans ce sens.
Il doit être distingué du nous de modestie, utilisé par les auteurs de publications scientifiques et universitaires.
Pour les souverains pontifes, l'usage du nous de majesté fut abandonné dans la pratique courante par le court pontificat du pape Jean-Paul Ier, bien que ce nous soit toujours d'usage dans certains écrits et édits pontificaux, cela restant tout de même rare.

## Usage occidental
Le nous de majesté est déjà utilisé en latin dans la Rome Antique. Certains évoquent son origine dans la tétrarchie romaine à la fin du IIIe siècle, où chacun des quatre tétrarques pouvait s'exprimer au nom des quatre. Cependant, Cicéron utilise déjà cet artifice rhétorique dans les Catilinaires au milieu du Ier siècle av. J.-C.
Il est communément utilisé au Moyen Âge, en latin et dans les langues européennes, par des personnes de haute fonction comme un monarque, un comte ou un pape ; on le retrouve aussi parfois dans un contexte formel chez des évêques ou des recteurs d'université. On crédite à William Longchamp l'introduction de cet usage en Angleterre à la fin du XIIe siècle, suivant la pratique de la chancellerie apostolique, sous les noms de royal we ou de majestic plural.
L'usage papal est extrêmement codifié. Il a été utilisé notamment dans des encycliques comme dans Notre charge apostolique (Pie X en 1910), Non abbiamo bisogno (par Pie XI en 1931 en italien) et Mit brennender Sorge (par Pie XI en 1937 en allemand).

### Exemples d'emplois en français
- « De notre grandeur seule ayons des cœurs jaloux, Ne vivons que pour nous, et ne pensons qu'à nous » déclamé par Lacus - Othon, Pierre Corneille ;
- « Aujourd’hui 21 décembre 1785, dix heures du matin, en l’assemblée du Corps municipal, tenue devant nous Louis-Charles Lemenestrel, chevalier de l’ordre royal de Saint-Louis, conseiller du Roi… »[3].

### Exemples d'emplois en anglais
- « We are not amused. » est une citation fréquemment attribuée à la Reine Victoria, mais probablement apocryphe.

### Exemple d'emplois en italien
On parle de « plurale maiestatis » ou de « plurale maiestatico » en italien.
- « Considerando Noi le larghe e forti istituzioni rappresentative contenute nel presente Statuto Fondamentale come un mezzo il più sicuro di raddoppiare coi vincoli d'indissolubile affetto che stringono all'Italia Nostra Corona un Popolo » - préambule du Statut albertin.

### Exemples d'emplois en grec
Le pluralis majestatis a été utilisé par différents Rois des Hellènes, par des Présidents de la République hellénique et par des Premiers ministres grecs.
- « Ο παρών νόμος ψηφισθείς υπό της Βουλής και παρ΄ Ημών σήμερον κυρωθείς, δημοσιευθήτω διά της Εφημερίδος της Κυβερνήσεως και εκτελεσθήτω ως νόμος του Κράτους. » texte figurant après le corpus de lois avant la révision de 1986 (en Katharévousa)
- « Εκδίδομε τον ακόλουθο νόμο που ψήφισε η Βουλή. » texte figurant devant le corpus de lois lois depuis 1986
- « Η υπό στοιχεία Υ2/27.6.2023 (Β' 4162) απόφασή μας καταργείται. » utilisation du pluriel dans une décision du Premier ministre.

### Exemples d'emplois en néerlandais
Le pluralis majestatis a été utilisé par différents Roi des Belges et par des rois et reines des Pays-Bas en néerlandais. 
- "Wij, Koning der Belgen..." a été une manière de commencer certains textes royaux depuis l'indépendance de la Belgique.
- "Wij Willem-Alexander, bij de gratie Gods, Koning der Nederlanden, Prins van Oranje-Nassau", exemple néerlandais.

## Usages orientaux
En hébreu, il existe une forme proche du pluriel de majesté, le pluriel d'excellence ou pluralis excellentiae, tel que défini par le philologue allemand Wilhelm Gesenius. Il désigne des formes où un nom porte la marque du pluriel en étant accordé au singulier, comme c'est par exemple le cas pour Elohim (Dieux noté Dieu) ou Béhémoth.
Dans le Coran, Allah fait fréquemment référence à lui-même en tant que « Nous » (« نَحْنُ » en arabe).